# MDF-lap
Az MDF-lap (angolul: medium-density fibreboard, am. 'közepes sűrűségű farostlemez') farostból, nagy nyomáson, gyantával vagy anélkül préselt bútoripari alapanyag, fa-agglomerált lap.

## Az MDF előnyei

### Sima felület
Ez az anyagtípus a forgácslapok elterjedését követte. Míg a forgácslapok alkotó elemei között nagyok voltak a pórusok, ezért szinte lehetetlen volt egy tetszetősen sima felületkezelés, az MDF megjelenése a színesre lakkozott felületek lehetőségét indította el a bútoriparban.

### Éles vágott él
Míg a forgácslapok esetében a lapszabászat során kipattanó legkisebb elem egy forgács nagyságú, addig az MDF lap esetében egy porszem nagyságú. Ennek eredményeképpen rendkívül éles vágott éleket kapunk, és ez is a festett felületek felé terelte az anyag alkalmazását.

### Tömör keresztmetszet
Míg a forgácslapok keresztmetszeti felületét végképp lehetetlen tömöríteni egy felületkezeléshez, addig az MDF lapok keresztmetszete viszonylag sima és tömör. Az igazán sűrű anyag a lapok külső felületéhez közeliek, míg a belső keresztmetszet a présnyomás eloszlása miatt nem olyan tömör. Ezért a felületkezelések előkészítésében az éleket több töltő alapozóval kell előkezelni a sima felület érdekében, mint a lapok felületét.
Az MDF lapok másik nagy előnye, hogy még több faipari hulladékot lehet benne felhasználni, mint a forgácslapok esetében. Bizonyos mértékig az újrafelhasználást is lehetővé teszi.
Az MDF lapok kínálata rendkívül szélessé vált. Különböző táblaméretekben és különböző vastagságokban kaphatóak 3-48 mm-ig. Fajsúlyuk magasabb a forgácslapokénál.
Létezik még teljes keresztmetszetében színezett változat, fokozottan vízálló és a hajlítható MDF lap, mely egyik irányban párhuzamos rovátkákat jelent, ahol „tömörödhet” az anyag. Ennek hátránya a hajlítható rétegelt lemezzel szemben, hogy a rovátkák okozta kb. 5 mm-es csíkokat a másik oldalon látni lehet. Ez kevésbé okoz gondot furnérozott felületnél, mint a festett felületek esetében.
Ennek segítségével egyszerűbbé és iparilag gyárthatóvá váltak az íves bútorelemek.